# Enquête privée
Enquête privée (Bodies of Evidence) est une série télévisée américaine en 16 épisodes de 45 minutes, créée par David Jacob et James L. Conway et diffusée entre le 18 juin 1992 et le 28 mai 1993 sur le réseau CBS.
En France, la série a été diffusée à partir du 10 mai 1998 sur France 3 et en Suisse aussi sur la TSR puis aussi en Belgique et au Luxembourg la série a été diffusée en juillet 1992 sur RTL-TVI et RTL TV puis RTL9.

## Distribution

### Acteurs principaux
- Lee Horsley : le lieutenant Ben Carroll
- George Clooney (VF : Jean Barney) : l'inspecteur Ryan Walker
- Kate McNeil (VF : Martine Irzenski) : l'inspecteur Nora Houghton
- Al Fann : l'inspecteur Will Stratton
- Leslie Jordan : Lemar Samuels

### Invités
- Francis X. McCarthy : le sergent Jimmy Houghton
- Lorraine Toussaint (VF : Maïk Darah) : Dr Mary Rocket (1992)
- Jennifer Hetrick : Bonnie Carroll
- Alan Fudge : Frank Leland
- Kimberly Scott : Maggie Holland (1993)

## Épisodes

### Première saison (1992)
1. Tueur en série (Afternoon Delights)
2. La Morsure du serpent (Nightmoves)
3. Identification (The Cold Light of Day)
4. Des cris dans la nuit (Echoes in the Dark)
5. L'Esprit de revanche (Street Justice)
6. Le Dernier Jour (Time Served)
7. Notre cher disparu (Nearest and Dearest)
8. Drôles de manèges (The Edge)

### Deuxième saison (1993)
1. Une vision de cauchemar (Whispers of the Dead)
2. Faux suspect (Blindside)
3. L'Otage du feu (Trial by Fire)
4. Onze grains de sable (Eleven Grains of Sand)
5. Mort pour son fils (Shadows)
6. La Formule (The Forumla)
7. Les Espèces les plus mortelles (Endangered Species)
8. De la chair et du sang (Flesh and Blood)